# Salvatore Tripoli
Salvatore Peter "Al" Tripoli, född 5 december 1904 i New York, död 7 mars 1990 i Yonkers, var en amerikansk boxare.
Tripoli blev olympisk silvermedaljör i bantamvikt i boxning vid sommarspelen 1924 i Paris.